# Batalla de Ingavi
La batalla de Ingavi o Incahue ocurrió el 18 de noviembre de 1841 en la localidad de Viacha, en la provincia de Ingavi, Bolivia. Allí se enfrentaron tropas bolivianas al mando del general José Ballivián contra las tropas peruanas al mando del general Agustín Gamarra.
Este enfrentamiento forma parte de la guerra entre Perú y Bolivia que duró desde 1841 hasta 1842.

## Antecedentes

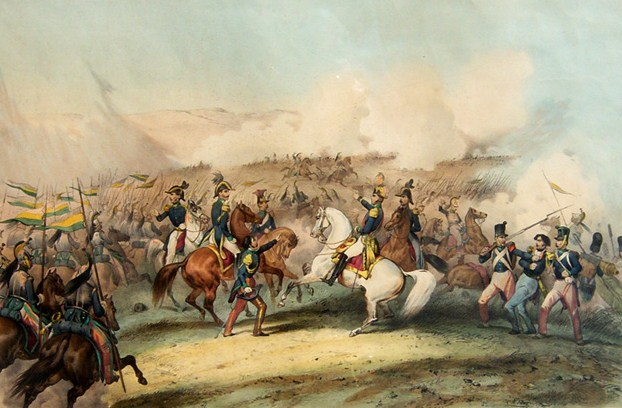
Ingavi - Bolivia, 18 de noviembre de 1841.

Con la disolución de la Confederación Perú-Boliviana, el presidente de Perú, Agustín Gamarra, tomó la controvertida decisión de invadir Bolivia, utilizando el caos político que estaba ocurriendo bajo el gobierno boliviano como excusa. Gamarra, desde el principio, apoyó una unión entre Perú y Bolivia, pero prefirió que Bolivia fuera dominada por el Gobierno peruano, en lugar de formar una confederación entre ambas naciones.
Después de que el mariscal Andrés de Santa Cruz haya renunciado a la presidencia del Estado de Bolivia, el abogado Mariano Enrique Calvo, siendo su vicepresidente y suplente en las ausencias de Santa Cruz, asumió el mando el 20 de febrero de 1839, a los tres días fue derrocado por el mayor general José Miguel de Velasco, quien fue convocado por la gente y por el congreso; en agosto de 1840 se ratificó el gobierno del general Velasco por voto directo. Fue derrocado tras ser preso por partidarios crucistas (de Andrés Santa Cruz) el 10 de junio de 1841, destituido y desterrado, se exilió a la Confederación Argentina; el general Sebastián Ágreda asumió el mando, pero el 9 de julio Cochabamba, Ágreda transfirió al Dr. Calvo, el mayor subordinado del mariscal Santa Cruz en Bolivia, pero esto frustró el intento del ascenso de poder al mariscal Santa Cruz. El Gobierno de Calvo tomaría el nombre de Regeneración. Calvo se comunica con el general peruano Agustín Gamarra, pacta con él y da el paso para que invada Bolivia.

## Batalla de Ingavi
El general José Ballivián, estando en el Perú, reclutó a una pequeña tropa de rebeldes y se presentó en la frontera boliviana e intentó ingresar al país, pero fue impedido por el general Manuel Isidoro Belzu quien derrotó a las pocas fuerzas de Ballivián. Derrotado Ballivián se puso de inmediato en comunicación con el general Agustín Gamarra, y pactaron en beneficio mutuo, Gamarra ayudaría a Ballivián a ingresar y derrotar a Belzu, y posesionarse como presidente, mientras que Ballivián ayudaría a completar la invasión peruana de Gamarra hacia Bolivia.
En octubre Gamarra ejecutó la invasión ingresando a Bolivia con el Ejército del Perú –5.000 a 6.000 hombres–, y tomó el control de La Paz el 19 de octubre, se presentó pretextos sobre la invasión ante la población, indicando entre estos que el Perú no permitiría el regreso del mariscal Santa Cruz al poder de Bolivia.
Desde la Argentina llega el general José Miguel de Velasco con su ejército, quien ingresa a la ciudad de Sucre para tomar el poder por aclamación popular y fue proclamado presidente de la República; por otro lado, Ballivián hacia lo mismo en La Paz; mientras que el Dr. Mariano Enrique Calvo lo ejercía desde hace algunos meses atrás.
Habiendo tres Gobiernos; uno legítimo en la ciudad Sucre con Calvo, el otro en La Paz con Ballivián, y el otro en Cochabamba, donde se acantonó Velasco después de ser nombrado en Sucre. Velasco decidió dejar de lado su enemistad con Ballivián, y decidió unirse ante un mal mayor, que era la invasión del Ejército peruano. El general Velasco cedió su ejército veterano que estaba comandado por los cruceños tenientes coroneles Agustín Saavedra Paz, Marceliano Montero y Marceliano Gutiérrez Salvatierra, al general Ballivián, quien se desengañó de las ofertas incumplidas por Gamarra hacia su persona y decidió enfrentarse con él.
Ballivián alistó el ejército compuesto en la altiplanicie de Ingavi o Incahue. Minutos antes de entrar en combate, Ballivián, pasó su última revista (inspección) a sus tropas y las arengó diciéndoles: 

"Soldados.... Los enemigos que teneis al frente, los véreis desaparecer como las nubes cuando las bate el viento."
Presidente de Bolivia Jose Ballivián Segurola, (18 de noviembre de 1841).

La inferioridad numérica de la infantería boliviana estaba compensada por un nuevo tipo de fusil adquirido recientemente de Europa, conocido popularmente como "hannoveriano", dicho fusil, invento del capitán alemán Berner de Brunswick, poseía un proyectil ajustadamente calibrado, pudiendo disparar al mismo tiempo pequeñas balas esféricas.
Cuando José Ballivián se encontraba alistado en inferiores condiciones militares y con poca experiencia para enfrentarse al ejército veterano de guerra de Agustín Gamarra, ingresó un ejército numeroso enviado por el veterano de guerra de Velasco, que había logrado reunir después de varios años de exilio, este gesto fue considerado como patriótico, nada menos que de un héroe de la independencia de gran carisma como del mayor general Velasco, quien había sido declarado años antes héroe nacional el  25 de julio de 1835 el Senado Nacional de Bolivia, en un decreto de ley nacional acordó a favor del mayor general José Miguel de Velasco el dictado de Eminente Republicano. Cambiando los ánimos de los ciudadanos bolivianos, y más aún de la compañía de novatos que tenía Ballivián, dado a la unión de tropas formando un solo ejército, en la cual también resaltaron posteriores figuras políticas y militares de Bolivia, como: Eusebio Guilarte Mole, Jorge Córdova, Manuel Isidoro Belzu, José María de Achá, Mariano Melgarejo, Mariano Lino Morales, entre otros.
Si bien Velasco había sido amigo de Gamarra, pese a sus amplias diferencias políticas, ambos se conocían desde el Ejército del Perú, y era muy difícil que ambos lucharan a muerte. Gamarra conocía que Velasco no fusilaba a sus prisioneros, pero también conocía que Ballivián era ambicioso, y ávido de protagonismo y sed de historia. Se podría compararse a la célebre batalla de Waterloo. 
Bolivia había logrado su unificación enfrentando a un enemigo común. Mientras en el campamento peruano se apreciaban serias diferencias entre el presidente del Perú Agustín Gamarra y los generales San Román y Castilla.
El 18 de noviembre de 1841, en los campos de Ingavi, cerca a a población de Viacha en el departamento de La Paz, se dio inicio a la batalla en un día totalmente nublado, y según con un arco iris y en un campo completamente lleno de lodo y charcos de barro, esto debido a que el día anterior (17 de noviembre) llovió torrencialmente durante toda la noche. 
Tras el fracaso del envolvimiento por parte del ejército peruano, el mariscal José Ballivián lanzó su ataque, haciendo sentir los efectos de los nuevos fusiles del Ejército de Bolivia.
Durante la batalla, Gamarra exclamó: 

"He estado en muchas refriegas desde la Guerra de la Independencia y nunca he presenciado un fuego tan graneado"
Presidente del Perú Agustín Gamarra Messía, (18 de noviembre de 1841).

Tan sólo algunos minutos después, el comandante de las tropas peruanas y presidente del Perú, Agustín Gamarra, quien se encontraba en la primera línea de fuego, fue alcanzado por un certero disparo, exclamando sus últimas palabras: 

"¡Patria!, ¡Patria muero por ti! Si tienes ofensas de qué reconvenirme, ve como los expío. Mi sangre derramada por tu seguridad y por tu gloria y los últimos latidos de mi pecho claman ¡Patria perdón!"
Presidente del Perú Agustín Gamarra Messía, (18 de noviembre de 1841).

El presidente boliviano, al enterarse, dijo: 

"Su honrosa muerte en el campo de batalla, ha justificado lo que venía resuelto a esclavizarnos o a perecer en la empresa."
Presidente de Bolivia Jose Ballivián Segurola, (18 de noviembre de 1841).

Cuando la noticia de la muerte del presidente y principal líder se esparció por el campo de batalla, empezó a cundir la confusión, el desconcierto y el temor entre las tropas peruanas, concluyendo así en la dispersión y retirada del campo de batalla.
La noticia generó un caos político en Lima, donde el vicepresidente Manuel Menéndez no pudo mantener su autoridad, siendo derrocado al poco tiempo de asumir su mandato. Esto daría paso a un período de anarquía en el Perú que duraría hasta 1844.

## Resultado

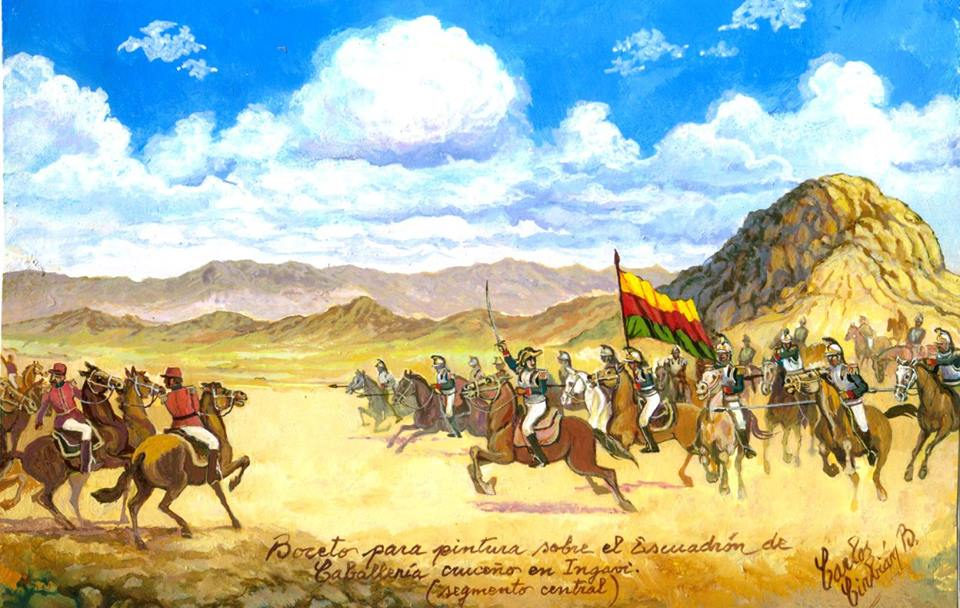
Carga de caballería del Ejército boliviano en la batalla de ingavi

El 18 de noviembre de 1841, con Agustín Gamarra muerto, el Ejército peruano abandonó Bolivia. La noticia generó caos en Lima, donde el vicepresidente Manuel Menéndez Gorozabel luchó por mantener su autoridad. Pronto fue depuesto, con Juan Crisóstomo Torrico asumiendo el poder, permitiendo que el orden regresara al país. Este sería el último intento de Perú para tratar de asumir el control de Bolivia.    
El combate había finalizado con la retirada del ejército de Gamarra, dejando muertos en ambos bandos.    
La derrota peruana dio al general José Ballivián y al Ejército boliviano la oportunidad de invadir territorio peruano.  
El Ejército boliviano entró al Perú y ocupó las provincias de Puno, Tacna, Arica y Tarapacá. El desalojo de las tropas  bolivianas del sur del Perú se lograría meses después por parte de las milicias peruanas, por mayores recursos y por la falta de tropas que bolivianas dificultarían poder ocupar esos territorios. Finalmente se firmó el "Tratado de Paz" en Puno el 7 de junio de 1842.
El clima de tensión entre Lima y La Paz seguiría latente cinco años más, hasta 1847, año en que se hace efectiva la firma de otro "Tratado de Paz y Comercio".
A partir de entonces finaliza todo proyecto de unificar Perú y Bolivia en una sola república y ambas tomarían rumbos diferentes hasta que en 1879 (37 años después de la batalla de Ingavi), la guerra del Pacífico los volvería a unir, esta vez como aliados contra Chile.

## Homenajes
En homenaje al primer aniversario de esta batalla, el presidente José Ballivián creó el departamento del Beni el 18 de noviembre de 1842.
Cuatro años después en homenaje al cuarto aniversario de esta batalla se estrenó por primera vez el Himno Nacional de Bolivia el 18 de noviembre de 1845.
El 30 de marzo de 2010, 169 años después de la batalla, el prefecto interino del departamento de La Paz, Pablo Ramos Sánchez junto con autoridades militares, entregó al municipio de Viacha la Resolución Administrativa Prefectural n.º 1087 que declara a los campos de Ingavi como Patrimonio Cultural Histórico Militar de La Paz, en la cual designa la prohibición de toda construcción de viviendas en el lugar y la edificación de un museo histórico militar sobre lugar, el cual se lo denominará "Museo de la Batalla de Ingavi" porque dicho museo funciona aun en la localidad de Viacha.
También en honor y conmemoración a esta batalla, el Regimiento de Caballería (Ingavi) ubicado en la ciudad de El Alto, lleva su nombre en homenaje a los héroes bolivianos que cayeron en el combate.